# Gliridae

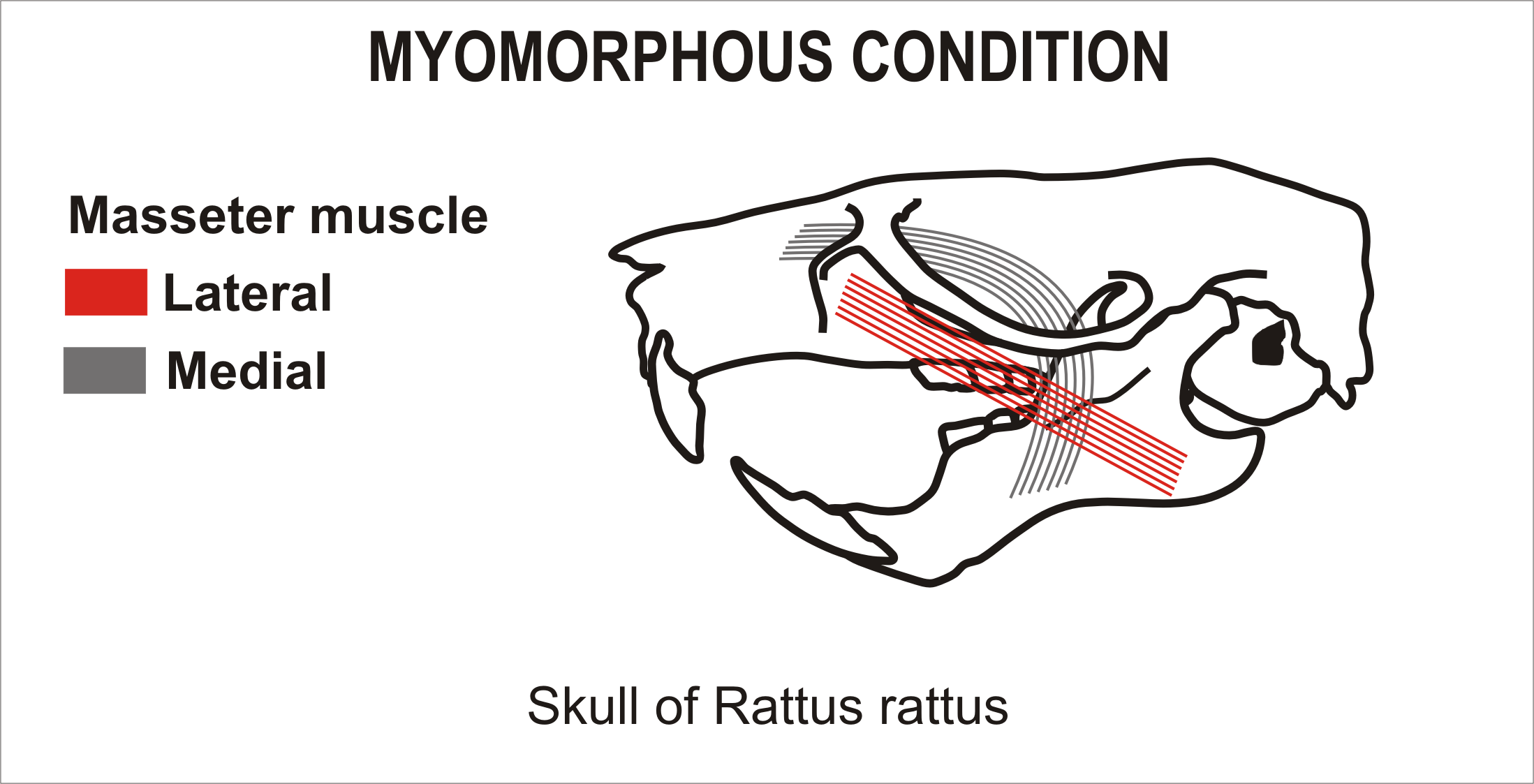
Fig.1

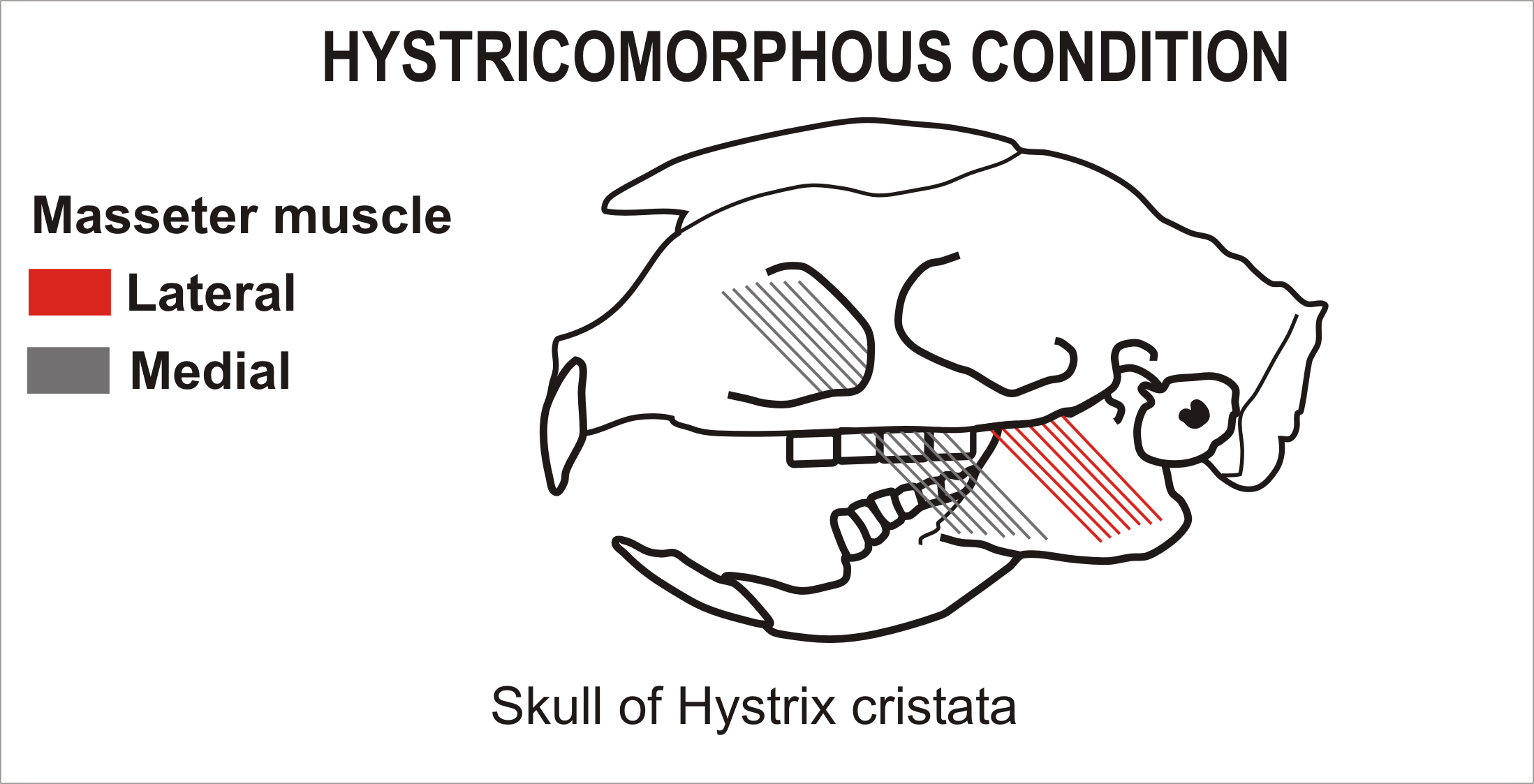
Fig.2

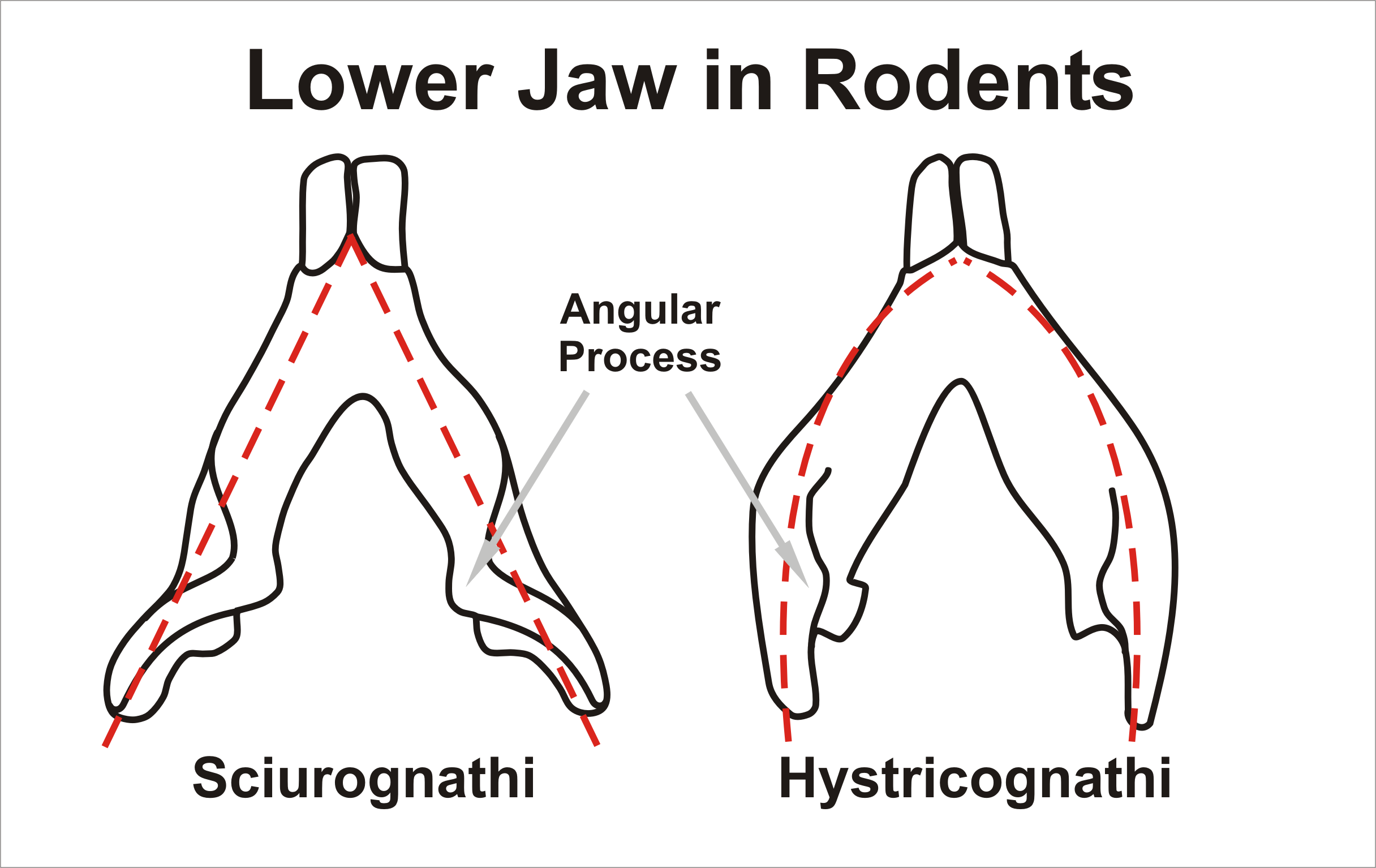
Fig.3

I Ghiri (Gliridae Muirhead in Brewster, 1819) sono una famiglia di roditori a cui appartengono il ghiro comune, il moscardino e il topo quercino. 

## Descrizione

### Dimensioni
Si tratta di roditori di piccole e medie dimensioni con una lunghezza corporea tra 60 e 190 mm e lunghezza della coda tra 40 e 165 mm.

### Caratteristiche ossee e dentarie
Il cranio è privo di creste sopra-orbitali, post-orbitali o temporali, le arcate zigomatiche sono prominenti, la bolla timpanica è solitamente grande e divisa internamente da setti ossificati. Il foro infra-orbitale è relativamente allungato, di forma ovale ed attraversato da una porzione del massetere mediano. Le placche zigomatiche, dalle quali origina parte dell'altra porzione del muscolo massetere, ovvero il laterale anteriore, sono inclinate verso l'esterno in maniera simile ai miomorfi (Fig.1), eccetto nel genere Graphiurus dove sono posizionate completamente sotto il foro infra-orbitale, in una disposizione tipica degli istricomorfi (Fig.2), sebbene non esista un foro aggiuntivo separato per il passaggio dei vasi sanguigni e dei nervi. La mandibola è tipicamente sciurognata (Fig.3) ed è solitamente perforata. Gli incisivi superiori sono affilati, sono presenti quattro denti masticatori su ogni semi-arcata eccetto che nel genere Selevinia, i molari hanno la corona bassa, le radici e una superficie occlusale originariamente costituita da quattro creste che nelle varie forme assumono varie configurazioni. Sono privi del cieco e manca una vera distinzione morfologica tra il grande tratto ed il piccolo tratto intestinale.

### Aspetto
L'aspetto generale è quello di un piccolo scoiattolo. La pelliccia è densa e soffice, le parti dorsali variano dal grigio chiaro al marrone scuro, mentre le parti ventrali sono solitamente grigie o bianche. Molte forme hanno una maschera facciale scura talvolta ridotta a dei soli anelli nerastri intorno agli occhi, i quali sono grandi e sporgenti. Le orecchie sono arrotondate. Gli arti sono brevi, le zampe anteriori hanno quattro dita, i piedi cinque, i palmi e le piante sono prive di peli. Ogni dito è munito di artigli corti ed affilati, che nelle forme arboricole sono spesso ricurvi. La coda è lunga e ricoperta di lunghi peli, talvolta è cespugliosa. Le femmine hanno 3-6 paia di mammelle.

## Distribuzione ed Habitat
Si tratta di animali principalmente arboricoli, con poche specie terrestri, diffusi in tutta l'Europa, l'Africa settentrionale e subsahariana e dal Medio Oriente attraverso l'Asia centrale fino alla Cina e al Giappone.

## Tassonomia
La famiglia è suddivisa in tre sottofamiglie e 10 generi viventi:
- Le placche zigomatiche sono situate completamente sotto il foro infra-orbitale.
  - Sottofamiglia Graphiurinae (Winge, 1887)
    - Genere Graphiurus
    - Genere Graphiurops †
- Le placche zigomatiche sono adiacenti al foro infra-orbitale.
  - Sottofamiglia Bransatoglirinae  † (Daams & De Bruijn, 1995)
    - Genere Bransatoglis †

  - Sottofamiglia Leithiinae (Lydekker, 1895)
    - Genere Armantomys †
    - Genere Anthracoglis †
    - Genere Chaetocauda
    - Genere Dryomys
    - Genere Eivissia †
    - Genere Eliomys
    - Genere Hypnomys †
    - Genere Leithia †
    - Genere Maltamys †
    - Genere Microdyromys †
    - Genere Muscardinus
    - Genere Myomimus
    - Genere Paraglirulus †
    - Genere Plesiodyromys †
    - Genere Praearmantomys †
    - Genere Selevinia
    - Genere Stertomys †
    - Genere Suevoglis †
    - Genere Tyrrhenoglis †

  - Sottofamiglia Gliravinae † (Schaub, 1958)
    - Genere Eogliravus †
    - Genere Glamys †
    - Genere Gliravus †

  - Sottofamiglia Glirinae (Thomas, 1897)
    - Genere Glis
    - Genere Glirudinus †
    - Genere Glirulus
    - Genere Heissigia †
    - Genere Heteromyoxus †
    - Genere Myoglis †
    - Genere Seorsumuscardinus †

## Evoluzione
I Gliridi sono una delle famiglie più antiche tra tutti i roditori viventi. I primi fossili appaiono nei depositi dell'Eocene inferiore, ipotizzando un'origine tre il tardo Paleocene e gli inizi dell'Eocene. Molti dei generi viventi sono chiaramente distinti tra loro ed hanno cominciato ad esibire la loro notevole diversità già all'inizio del Miocene.  I Graphiurini sono tuttavia un'eccezione, infatti le prime forme di questa sottofamiglia risalgono soltanto al Pliocene. Tutti i generi viventi sono il residuo di una radiazione più vasta che arrivò fino a circa 23 generi, tra i quali era presenti specie molto grandi, come i membri del genere Stertomys e Leithia, quest'ultimo delle dimensioni di un grosso ratto. I ghiri attuali, con esclusione di Graphiurus, considerato con la sua disposizione del massetere simile al tipo istricomorfo il più primitivo di tutti, sono caratterizzati da un tipo miomorfo della struttura muscolare ma le ricerche filogenetiche hanno indicato che tale conformazione è soltanto un risultato di convergenza evolutiva e pertanto alcuni autori, per differenziarne l'origine, la definiscono "pseudomiomorfa".